# Delfina Guzmán Díaz
Delfina Elizabeth Guzmán Díaz (Jamiltepec, Oaxaca; 13 de noviembre de 1960) es una política y educadora mexicana. Se ha desempeño como Diputada Federal, Diputada Local en Oaxaca y Presidenta Municipal de Santiago Jamiltepec. Actualmente se desempeña como Secretaria de Educación Pública del Estado de Oaxaca.